# Hard Rock Café
Hark Rock Café, Inc. er en amerikansk hotel-, restaurant- og casinokoncern. Den kendes mest for deres casual dining restauranter, men er i de senere år år begyndt at drive casinoer og hoteller.
Udover at der som regel bliver spillet rockmusik i caféerne, så fungerer de også som et minirockmuseum. Alle cafeer udstiller nemlig musikartefakter, doneret af kendte musikere, f.eks hænger Lars Ulrichs trommesæt under loftet i København. I New York hænger George Harrison's guitar samt andre instrumenter og sågar tøj.

## Historien om Hard Rock Cafe
Den første Hard Rock Cafe slog dørene op tilbage i 1971 i London. Det var de to unge, driftige amerikanere Peter Morton og Isaac Tigrett, der med en passion for gode hamburgere og rockmusik ønskede at servere lidt amerikansk kultur for briterne. I en funky gammel bygning, der tidligere var showroom for Rolls Royce og med et interiør i autentisk 'american diner'-stil, fødtes således Hard Rock Cafe.
Med sin uformelle rock’n’roll-atmosfære blev Hard Rock Cafe hurtigt et populært mødested blandt londonerne, amerikanere med hjemve og musikere fra hele verden på besøg i London. Blandt gæsterne skulle særligt én person blive afgørende for Hard Rock Cafes historie, da han utilsigtet opfandt det koncept, der skulle gå hen og blive Hard Rock Cafes kendetegn:
Eric Clapton var navnet. Clapton var stamgæst på Hard Rock Cafe, og for at markere sit tilhørsforhold til stedet, spurgte han ejerne, om han måtte hænge en af sine guitarer op på væggen. En uge senere modtog Hard Rock Cafe en pakke fra en anden rocklegende, nemlig Pete Townshend fra the Who. Pakken indeholdt en guitar og et brev med ordlyden: ’Min er ligeså god som hans. Kærligst Pete.’ De to guitarer blev kimen til verdens største og mest værdifulde samling af rockklenodier, der i dag omfatter intet mindre end 70.000 unikke rock’n’roll-objekter.
Hard Rock er i dag et verdenskendt brand med 134 cafeer over hele verden, 12 hoteller og casinoer samt flere kæmpe spillesteder. Hard Rock Cafe i Danmark åbnede i 1995 i København, hvor cafeen med sin centrale beliggenhed tiltrækker over 300.000 gæster, danskere såvel som turister, om året.

### Hard Rock Cafe i København
Hard Rock Cafe åbnede i København i 1995 på hjørnet af Vesterbrogade og Bernstorffsgade. Restauranten ligger lige ved Tivoli, og der er adgang til restauranten fra både Tivoli og Vesterbrogade. I forbindelse med restauranten ligger også en stor souvenir-butik. Souvenirs fra de forskellige restauranter er en vigtig del af kædens omsætning, og er blevet en hel institution i sig selv. Især T-shirts med Hard Rock Cafes logo og byens navn var i en overgang stor mode, og ligeledes findes et stort sortiment af andre souvenirs, hvoraf en del knytter sig til kæden, men også mange har lokale referencer til den by restauranten ligger i. Til hver restaurant knytter sig ligeledes et antal pins der er et samlerobjekt af karat.
Foruden restaurant og souvenirbutik på Vesterbrogade/Bernstorffsgade i København ligger der en mindre afdeling af souvenir-butikken på Langelinie, især rettet mod krydstogtsturister og andre turister.
Der var en Hard Rock Cafe i København lang tid før i Paladsbygningen i kælderen [kilde mangler]
Marts 2015 flyttede Hard Rock Cafe Copenhagen til nye lokaler på Rådhuspladsen 45 - 47. To etager fordelt med bar på stueplan og restaurant på 1. etage. Ny samling Memorabilia og en fantastisk scene hvor der er Live Musik (check deres kalender for Events). Hjemmeside: http://www.hardrock.com/cafes/copenhagen/

### Verdens største samling af rockklenodier
Det startede med Eric Claptons guitar (se ovenfor). I dag råder Hard Rock over verdens største og mest omfattende samling af objekter doneret af musikstjerner fra hele verden. Samlingen er i dag oppe på 70.000 artefakter fra musikinstrumenter, pladecovers, plakater, lyrik og fotos til beklædningsgenstande, kostumer og andre bemærkelsesværdige objekter som eksempelvis dreadlocks fra Boy George.
En gruppe Hard Rock Cafe-ansatte arbejder udelukkende med samlingen: De researcher på objekter, indhenter dem til Hard Rock, katalogiserer dem og sørger for, at objekterne får deres foreløbige plads i en af cafeerne. Samlingen roterer nemlig rundt mellem cafeerne, såvel som hotellerne og casinoerne, så Hard Rocks gæster over hele verden kan få glæde af dem. Og løbende bliver samlingen udvidet via donationer, private samlere, auktioner og en generel interaktion med musikentusiaster og underholdningsindustrien.
Nogle af de mest værdifulde artefakter i samlingen inkluderer: Elvis Presleys Harley-Davidson fra 1976, en Jimi Hendrix Gibson Flying V-guitar, der blev brugt på Rainbow Bridge, the Beatles' Magical Mystery Tour Bus og Jim Morrisons berømte brune læderbukser, han var iført på coveret af ’Absolutely Live’-albummet.
I Hard Rock Cafe i København kan gæsterne blandt andet se Lars Ulrichs trommer, som blev anvendt på Metallicas verdensturne. I 1995 spillede bandet i København, hvor Lars Ulrich personligt troppede op på Hard Rock Cafe med sine trommer. Herudover kan gæsterne opleve beklædningsgenstande fra Madonna, Jimi Hendrix, Elvis Presley og Led Zeppelin så vel som signerede guitarer fra Mike Einziger, Incubus, og Pete Townshend, The Who.
I Berlin kan man bl.a. finde Tony Iommi jakke fra 1969, som blev brugt under de første koncerter med Black Sabbath, som senere blev pyntet med diverse mærker.
I 2008 lancerede Hard Rock et helt nyt site – Hard Rock Memorabilia 2.0 – der illustrerer flere hundrede af de mest spektakulære og værdifulde musikartefakter.

### Fra én cafe til en verdensomspændende forretning
Hard Rocks globale ekspansion startede i 1982, hvor grundlæggerne Isaac Tigrett og Peter Norton etablerede nye cafeer i forskellige steder i verden: Morton åbnede Hard Rock Cafeer i Los Angeles, San Francisco, Chicago og Houston, mens Tigrett etablerede cafeer i New York, Dallas, Boston, Washington D.C., Orlando, Paris og Berlin. Tigrett endte med at sælge sine aktier til Mecca Leisure, der i 1990 blev overtaget af The Rank Group Plc, som fortsatte ekspansionen af Hard Rock. I 1996 overtog The Rank Group Hard Rock America fra Peter Morton og opnåede således kontrol over Hard Rock-brandet på verdensplan.

#### Seminole-stammen
I 2007 overtog Seminole-indianerstammen i Florida Hard Rock International. Seminole-stammen er et selvstændigt styre i Florida med et folkevalgt stammeråd, der siden 1979, hvor stammen som den første amerikanske indianerstamme nogensinde åbnede to store casinoer, har haft kæmpe forretningsmæssig succes. I 2004 åbnede Seminole-stammen to Seminole Hard Rock Hoteller og Casinoer i Florida. Og med den komplette overtagelse af Hard Rock-brandet i 2007 har Seminole fået tilføjet prestige fra en af verdens mest kendte underholdningsbrands.
Hard Rock ledes i dag af President og CEO Hamish Dodd, der er ansvarlig for alle aspekter af Hard Rock’s verdensomspændende forretning, der inkluderer både virksomhedsejede og franchise cafeer, barer, hoteller, casinoer og spillesteder.

## Lande
Der er 134 caféer i 50 lande og territorier:
| Land                       | Startår | Første café      | Antal caféer |
| -------------------------- | ------- | ---------------- | ------------ |
| Storbritannien             | 1971    | London           | 4            |
| Canada                     | 1978    | Toronto          | 3            |
| USA                        | 1982    | Los Angeles      | 45           |
| Japan                      | 1983    | Tokyo            | 8            |
| Sverige                    | 1985    | Stockholm        | 2            |
| Mexico                     | 1987    | Cancun           | 6            |
| Singapore                  | 1990    | Singapore        | 2            |
| Frankrig                   | 1991    | Paris            | 1            |
| Malaysia                   | 1991    | Kuala Lumpur     | 2            |
| Thailand                   | 1991    | Bangkok          | 3            |
| Indonesien                 | 1992    | Jakarta          | 2            |
| Tyskland                   | 1992    | Berlin           | 3            |
| Puerto Rico                | 1993    | San Juan         | 1            |
| Hongkong                   | 1994    | Hong Kong        | 1            |
| Kina                       | 1994    | Beijing          | 1            |
| Spanien                    | 1994    | Madrid           | 4            |
| Argentina                  | 1995    | Buenos Aires     | 1            |
| Filippinerne               | 1995    | Manila           | 1            |
| Australien                 | 1996    | Surfers Paradise | 1            |
| Danmark                    | 1996    | København        | 1            |
| Libanon                    | 1996    | Beirut           | 1            |
| Bahrain                    | 1997    | Manama           | 1            |
| Forenede Arabiske Emirater | 1997    | Dubai            | 1            |
| Egypten                    | 1998    | Sharm el-Sheikh  | 3            |
| Guam                       | 1998    | Tamuning         | 1            |
| Italien                    | 1998    | Rom              | 2            |
| Nordmarianerne             | 1998    | Saipan           | 1            |
| Holland                    | 1999    | Amsterdam        | 1            |
| Brasilien                  | 2000    | Rio de Janeiro   | 2            |
| Caymanøerne                | 2000    | George Town      | 1            |
| Malta                      | 2000    | Valletta         | 2            |
| Colombia                   | 2001    | Bogota           | 2            |
| Bahamas                    | 2003    | Nassau           | 1            |
| Portugal                   | 2003    | Lissabon         | 1            |
| Rusland                    | 2003    | Moskva           | 1            |
| Grækenland                 | 2004    | Athen            | 1            |
| Irland                     | 2004    | Dublin           | 1            |
| Kuwait                     | 2004    | Kuwait City      | 1            |
| Panama                     | 2004    | Panama City      | 1            |
| Norge                      | 2005    | Oslo             | 1            |
| Venezuela                  | 2005    | Caracas          | 2            |
| Dominikanske Republik      | 2006    | Santo Domingo    | 2            |
| Indien                     | 2006    | Mumbai           | 5            |
| Jamaica                    | 2006    | Ocho Rios        | 1            |
| Fiji                       | 2007    | Nadi             | 1            |
| Polen                      | 2007    | Warszawa         | 2            |
| Nederlandske Antiller      | 2008    | Aruba            | 1            |
| Rumænien                   | 2008    | Bukarest         | 1            |
| Tjekkiet                   | 2009    | Prag             | 1            |
| Vietnam                    | 2009    | Ho Chi Minh City | 1            |

## Lukkede cafeer
Der er verden rundt en lang række Hard Rock Cafeer, der er blevet lukket. Blandt disse er:
- Sydney, Australien – eksisterede i perioden 1. april 1989 – 22. oktober 2007
- Antwerpen, Belgien – eksisterede i perioden 15. december 1995 – 24. april 1997
- Cape Town, Sydafrika – eksisterede i perioden 22. november 1996 – 17. juni 2001